# ニコラ・フロマン
ニコラ・フロマン（Nicolas Froment、1435年ころ生まれ、 1484年か1485年ころ没）は15世紀、フランスの画家である。

## 概要
その生涯はあまり知られていない。出生地も不確かであるが南フランスのユゼスの生まれであるとされる。ディルク・ボウツのような初期フランドル派の画家の作品の影響が見られることから、北フランスのピカルディで画家の訓練を受けたのではないかと推定されている。その後、北イタリア(フィレンツェ)に旅したとされていて、フィレンツェのウフィツィ美術館に収蔵されている「ラザロの復活の祭壇画」は1461年頃、フィレンツェで描かれたと言われている。その後、プロヴァンスで活動するようになり、1465年頃にユゼスにいた記録が残されている。
代表作としてプロヴァンス伯、ルネ・ダンジューの注文で、サン・ソーヴール大聖堂(Cathédrale Saint-Sauveur d'Aix-en-Provence)に描かれた「燃える柴の祭壇画(Le Buisson ardent)」がある。

## 作品

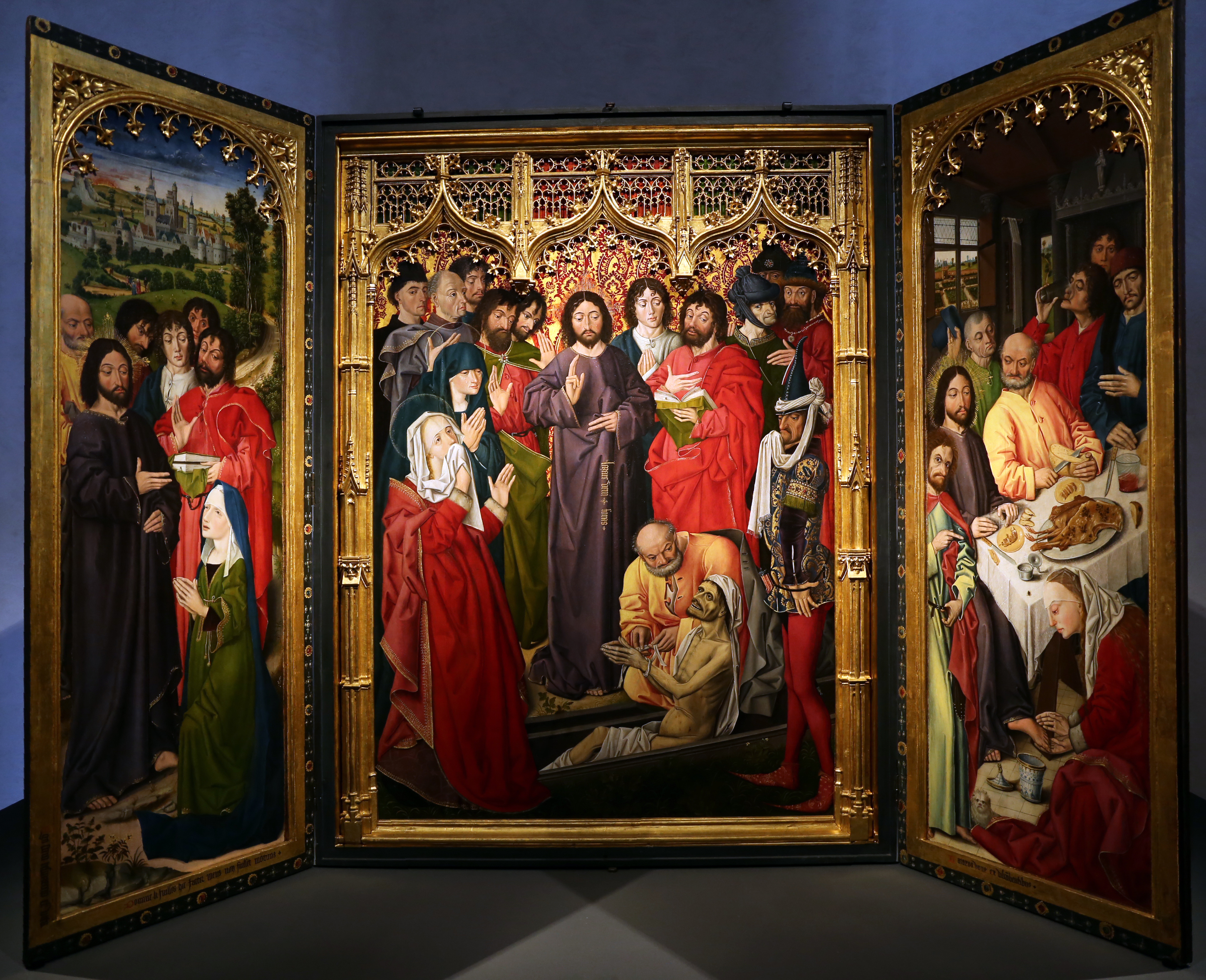
「ラザロの復活の祭壇画」
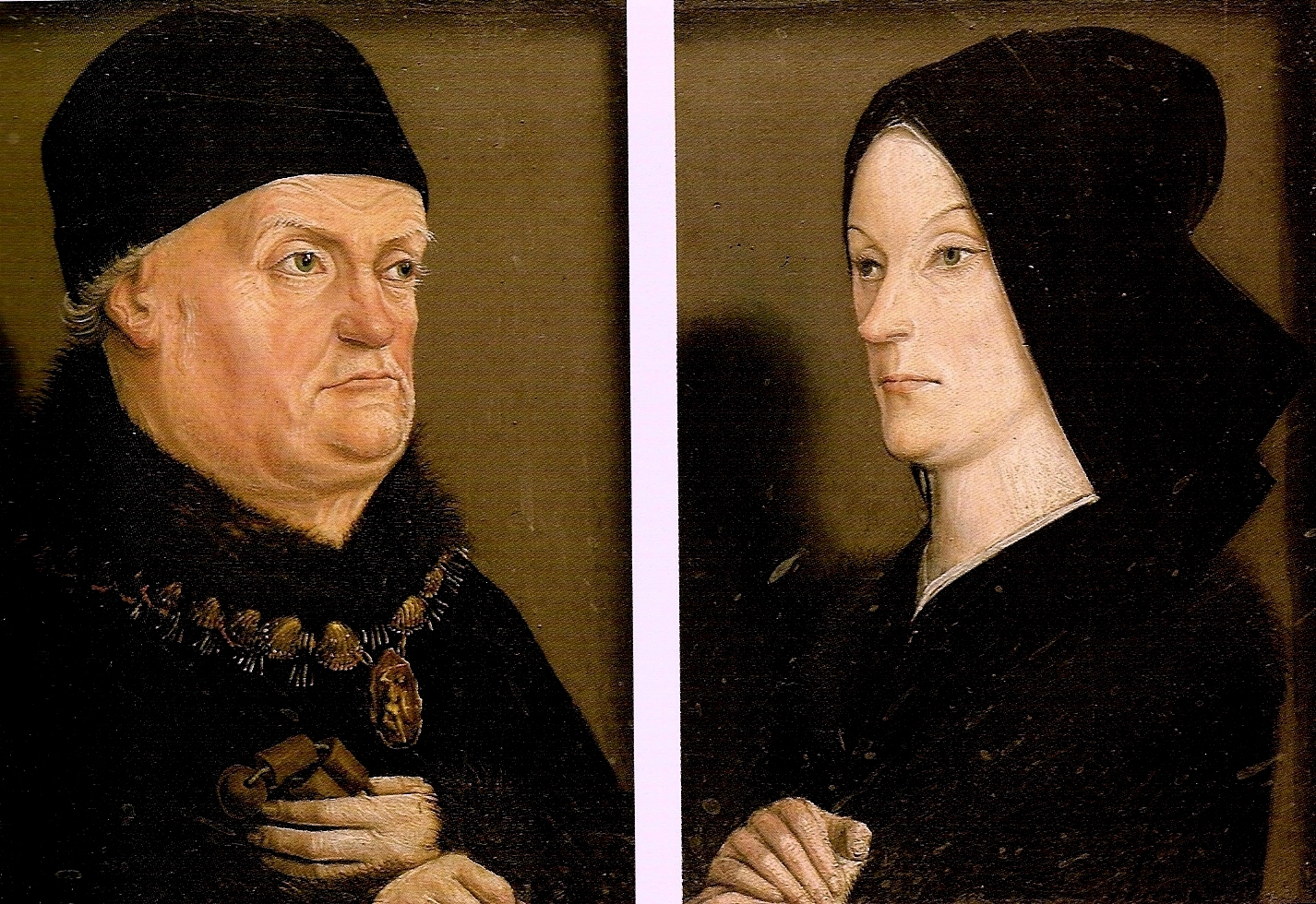
ルネ・ダンジューと王妃ジャンヌ・ド・ラヴァル
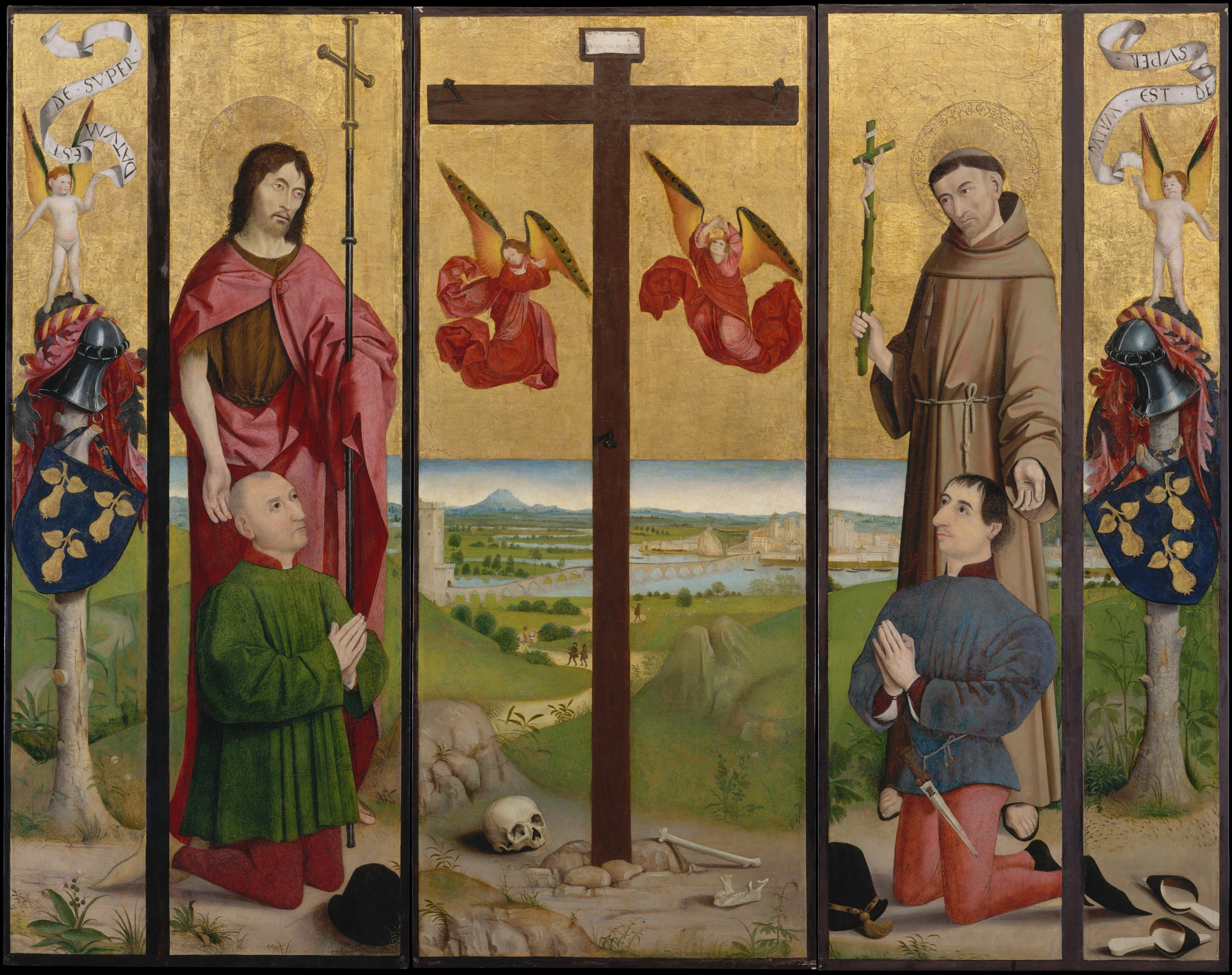